# Fort Stollhammerdeich

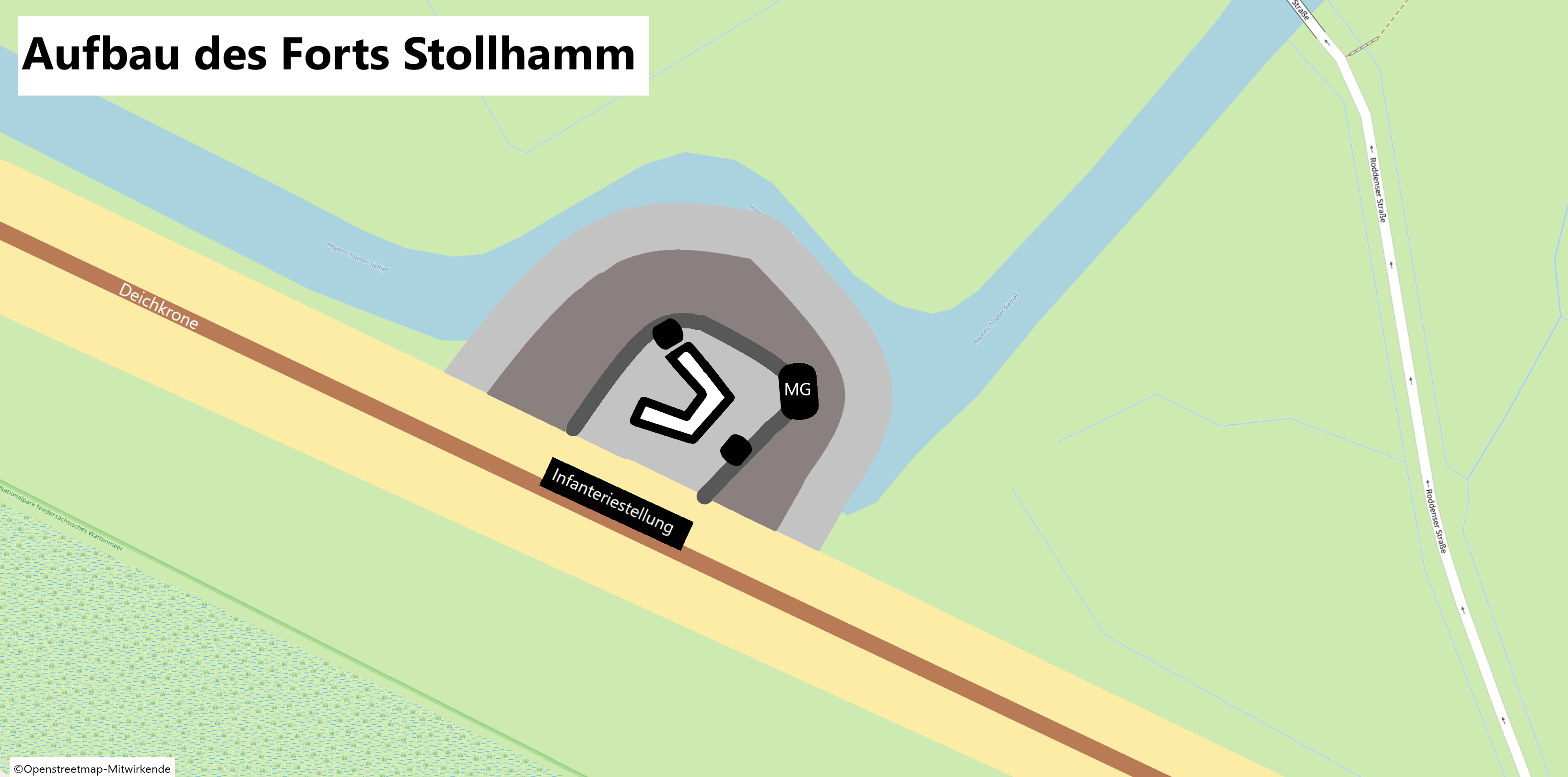
Aufbau des Forts Stollhamm.

Das Fort Stollhammerdeich (auch Fort Stollhamm) war eine Befestigungsanlage zum Schutz des Kriegshafens Wilhelmshaven.

## Lage

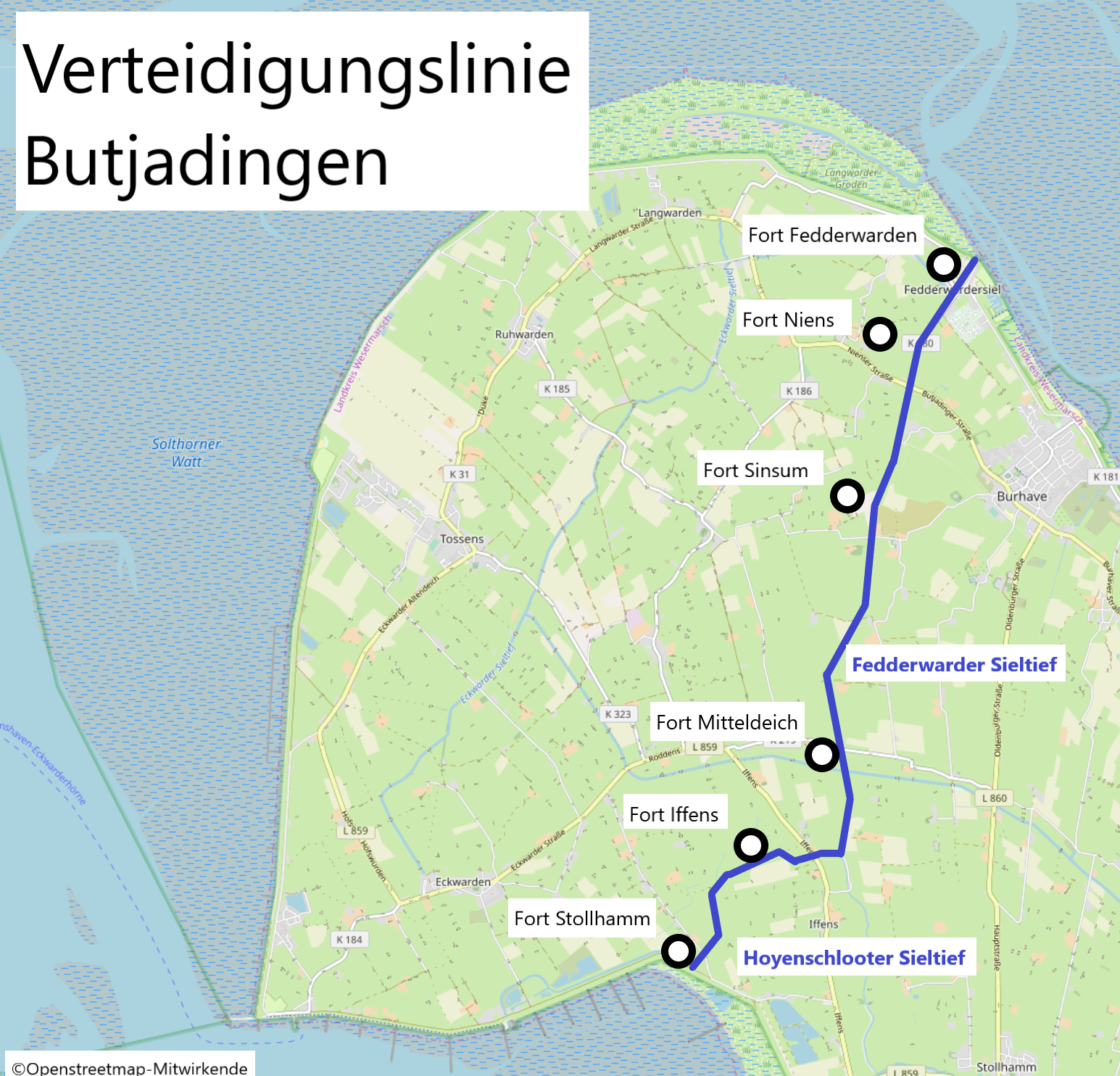
Lage der sechs Butjadinger Forts hinter den Wasserhinternissen.

Das Fort Stollhamm war in den Deich bei Stollhamm integriert. Es hatte auf der Deichkrone eine Infanteriestellung und einen zentralen Infanteriebunker. Nach Osten war die Anlage durch einen MG-Bunker und einen Untertretraum geschützt. Die Anlage war durch das Hayenschlooter Sieltief umfasst. Die Anlage war für zwei Züge Infanterie (~80 Mann) ausgelegt.

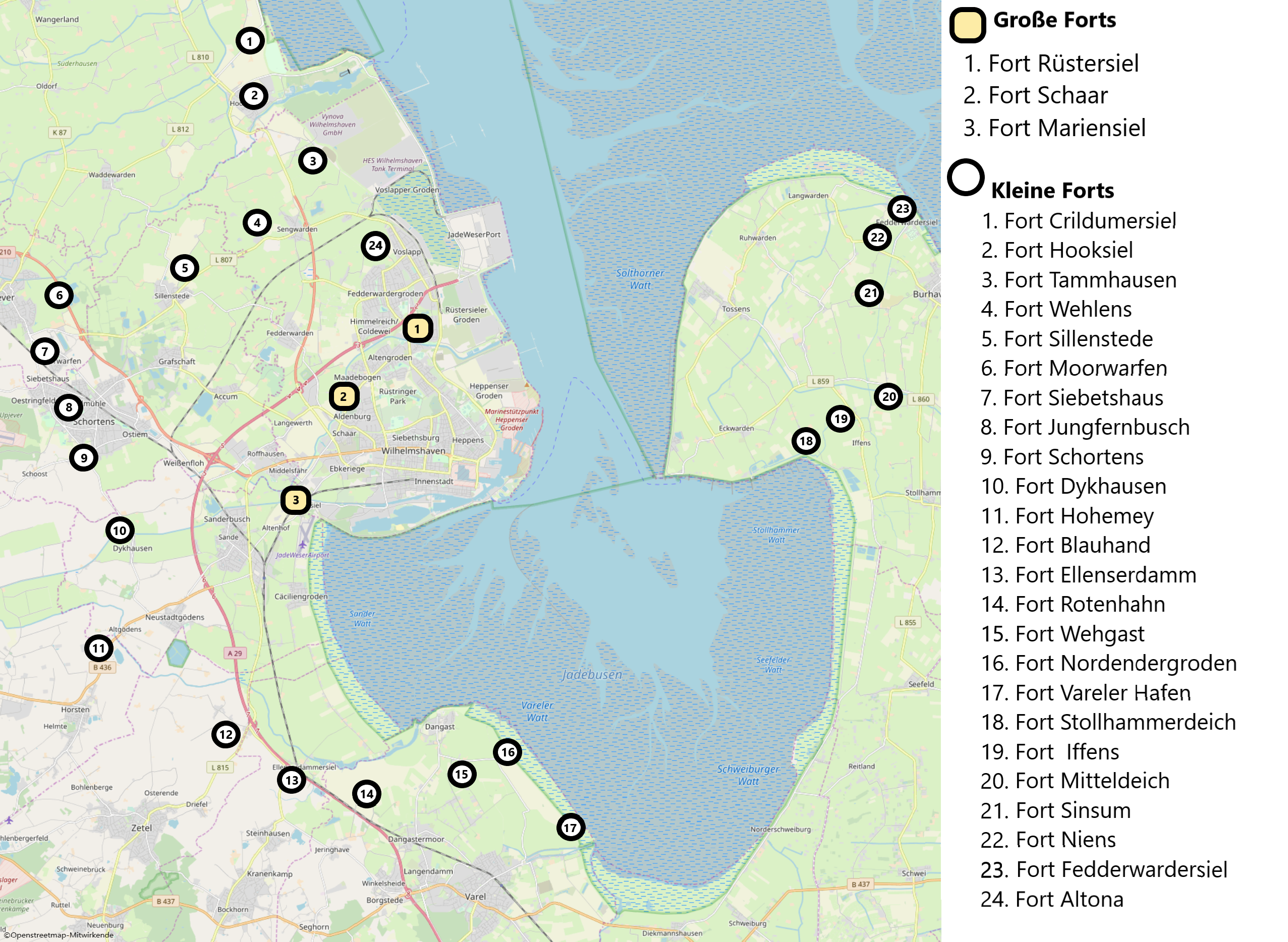
Position der Forts zum Schutz Wilhelmshavens.

## Geschichte
Die Anlage wurde vor dem Ersten Weltkrieg errichtet und diente dem Schutz Wilhelmshavens. Im Zweiten Weltkrieg wurde es wahrscheinlich für die Marineflak genutzt. Durch die spätere Erweiterung des Deiches wurde die Anlage zerstört.